# 東コラカ県
東コラカ県(ひがしコラカけん、インドネシア語: Kabupaten Kolaka Timur)はインドネシアの南東スラウェシ州に位置する県。県都はチラウタ(Tirawuta)。
2012年12月14日にインドネシア議会で新自治区の暫定法が採択され、2013年に2013年第8号法に基づいて設立された新しい県である。
面積は3,634.74km2、人口は2013年の推計で12万3507人。

## 自治体
2012年12月14日、インドネシア議会は東コラカ県の設置を承認し、コラカ県の一部が分離された。新しい県は9郡（kecamatan）からなり、2010年の調査では人口は以下のようであった。また郡の下に96の村が存在する。
| 名称              | 人口 2010年 |
| ----------------- | ----------- |
| Ladongi           | 23,818      |
| Lambadia          | 27,893      |
| Poli-Polia        | 10,606      |
| Tirawuta          | 12,483      |
| Lalolae           | 3,542       |
| Loea              | 6,174       |
| Mowewe            | 7,538       |
| Uluiwoi           | 7,242       |
| Tinondo           | 7,019       |
| Total for Regency | 106,315     |

## 註
1. ↑  Biro Pusat Statistik, Jakarta, 2011

座標: 南緯3度58分46秒 東経121度54分00秒 / 南緯3.97944度 東経121.90000度